# Bulgarien i olympiska sommarspelen 1980
Bulgarien deltog i de olympiska sommarspelen 1980 med en trupp bestående av 271 deltagare, 183 män och 88 kvinnor, vilka deltog i 151 tävlingar i 20 sporter. Landet slutade på tredje plats i medaljligan, med åtta guldmedaljer och 41 medaljer totalt.

## Medaljer
| Medalj | Namn                                                                           | Sport         | Gren                                |
| ------ | ------------------------------------------------------------------------------ | ------------- | ----------------------------------- |
| 1      | Petar Lesov                                                                    | Boxning       | Flugvikt                            |
| 1      | Valentin Raychev                                                               | Brottning     | Weltervikt, fristil                 |
| 1      | Ismail Abilov                                                                  | Brottning     | Mellanvikt, fristil                 |
| 1      | Georgi Raikov                                                                  | Brottning     | Tungvikt, grekisk-romersk stil      |
| 1      | Stojan Delttjev                                                                | Gymnastik     | Herrarnas räck                      |
| 1      | Ljubomir Ljubenov                                                              | Kanotsport    | Herrarnas C-1 1000 meter            |
| 1      | Yanko Rusev                                                                    | Tyngdlyftning | Herrarnas 67,5 kg                   |
| 1      | Asen Zlatev                                                                    | Tyngdlyftning | Herrarnas 75 kg                     |
| 2      | Bulgariens damlandslag i basket                                                | Basket        | Damernas turnering                  |
| 2      | Miho Dukov                                                                     | Brottning     | Fjädervikt, fristil                 |
| 2      | Ivan Yankov                                                                    | Brottning     | Lättvikt, fristil                   |
| 2      | Slavcho Chervenkov                                                             | Brottning     | Tungvikt, fristil                   |
| 2      | Alexander Tomov                                                                | Brottning     | Supertungvikt, grekisk-romersk stil |
| 2      | Maria Vergova-Petkova                                                          | Friidrott     | Damernas diskus                     |
| 2      | Dimitar Zaprianov                                                              | Judo          | Tungvikt                            |
| 2      | Ljubomir Ljubenov                                                              | Kanotsport    | Herrarnas C-1 500 meter             |
| 2      | Vanja Gesjeva                                                                  | Kanotsport    | Damernas K-1 500m                   |
| 2      | Guergui Gadjev Svetoslav Ivanov Petar Mandajiev                                | Ridsport      | Lagtävlingen i dressyr              |
| 2      | Ginka Gyurova Marijka Modeva Rita Todorova Iskra Velinova Nadija Filipova      | Rodd          | Damernas fyra (med styrman)         |
| 2      | Stefan Dimitrov                                                                | Tyngdlyftning | Herrarnas 60 kg                     |
| 2      | Blagoy Blagoev                                                                 | Tyngdlyftning | Herrarnas 82,5 kg                   |
| 2      | Rumen Aleksandrov                                                              | Tyngdlyftning | Herrarnas 90 kg                     |
| 2      | Valentin Khristov                                                              | Tyngdlyftning | Herrarnas 110 kg                    |
| 2      | Bulgariens herrlandslag i volleyboll                                           | Volleyboll    | Herrarnas turnering                 |
| 3      | Ismail Mustafov                                                                | Boxning       | Lätt flugvikt                       |
| 3      | Nermedin Selimov                                                               | Brottning     | Flugvikt, fristil                   |
| 3      | Mladen Mladenov                                                                | Brottning     | Flugvikt, grekisk-romersk stil      |
| 3      | Pavel Pavlov                                                                   | Brottning     | Mellanvikt, grekisk-romersk stil    |
| 3      | Petar Petrov                                                                   | Friidrott     | Herrarnas 100 meter                 |
| 3      | Stojan Delttjev                                                                | Gymnastik     | Herrarnas individuella mångkamp     |
| 3      | Ilian Nedkov                                                                   | Judo          | Halv lättvikt                       |
| 3      | Borislav Ananiev Nikolai Ilkov                                                 | Kanotsport    | Herrarnas C-2 500 meter             |
| 3      | Borislav Borisov Bozhidar Milenkov Lazar Christov Ivan Manev                   | Kanotsport    | Herrarnas K-4 1000m                 |
| 3      | Mariana Serbezova Rumeljana Bontjeva Dolores Nakova Anka Bakova Anka Georgieva | Rodd          | Damernas fyrsculler                 |
| 3      | Siika Barboulova Stoyanka Kubatova                                             | Rodd          | Damernas tvåa (utan styrman)        |
| 3      | Mincho Nikolov Lyubomir Petrov Ivo Rusev Bogdan Dobrev                         | Rodd          | Herrarnas fyrsculler                |
| 3      | Lyubcho Dyakov                                                                 | Skytte        | Herrarnas 50m pistol                |
| 3      | Petar Zapryanov                                                                | Skytte        | Herrarnas 50 m gevär, liggande      |
| 3      | Mincho Pashov                                                                  | Tyngdlyftning | Herrarnas 67,5 kg                   |
| 3      | Nedelcho Kolev                                                                 | Tyngdlyftning | Herrarnas 75 kg                     |
| 3      | Bulgariens damlandslag i volleyboll                                            | Volleyboll    | Damernas turnering                  |

## Basket
Damer
Gruppspel
| Lag           | V | F | PF  | PA  | PD   | Poäng |
| ------------- | - | - | --- | --- | ---- | ----- |
| Sovjetunionen | 5 | 0 | 553 | 316 | +237 | 10    |
| Bulgarien     | 4 | 1 | 440 | 405 | +35  | 9     |
| Jugoslavien   | 3 | 2 | 356 | 364 | –8   | 8     |
| Ungern        | 2 | 3 | 344 | 407 | –63  | 7     |
| Kuba          | 1 | 4 | 346 | 403 | –57  | 6     |
| Italien       | 0 | 5 | 308 | 452 | –144 | 5     |

## Boxning
Lätt flugvikt
- Ismail Mustafov →  Brons
  - Första omgången — Bye
  - Andra omgången — Besegrade Gerard Hawkins (Irland) på poäng (5-0)
  - Kvartsfinal — Besegrade Ahmed Siad (Algeriet) på poäng (5-0)
  - Semifinal — Förlorade mot Hipolito Ramos (Kuba) på poäng (1-4)

Flugvikt
- Petar Lesov →  Guld
  - Första omgången — Besegrade Onofre Ramirez (Nicaragua) på poäng (5-0)
  - Andra omgången — Besegrade Hassen Sherif (Etiopien) på poäng (5-0)
  - Kvartsfinal — Besegrade Roman Gilberto (Mexiko) på poäng (4-1)
  - Semifinal — Besegrade Hugh Russell (Irland) på poäng (5-0)
  - Final — Besegrade Viktor Mirosjnitjenko (Sovjetunionen) efter att domaren stoppade tävlingen i den andra omgången

Bantamvikt
- Aleksandr Radev
  - Första omgången — Bye
  - Andra omgången — Förlorade mot John Siryakibbe (Uganda) efter att domaren stoppade tävlingen i den första omgången

Fjädervikt
- Tsatjo Andreikovski
  - Första omgången — Bye
  - Andra omgången — Besegrade William Azanor (Nigeria) efter knock-out i den första omgången
  - Tredje omgången — Besegrade Barthelemy Adoukonou (Benin) efter knock-out i den andra omgången
  - Kvartsfinal — Förlorade mot Viktor Rybakov (Sovjetunionen) på poäng (1-4)

Lättvikt
- Jordan Lesov
  - Första omgången — Besegrade Patrice Martin (Benin) efter knock-out i den första omgången
  - Andra omgången — Besegrade Tibor Dezamits (Ungern) på poäng (4-1)
  - Kvartsfinal — Förlorade mot Viktor Demjanenko (Sovjetunionen) på poäng (0-5)

Lätt weltervikt
- Margarit Anastasov
  - Första omgången — Förlorade mot Ace Rusevski (Jugoslavien) på poäng (1-4)

Tungvikt
- Petr Stoimenov
  - Första omgången — Besegrade Naasan Ajjoub (Syrien) efter att domaren stoppade tävlingen i den andra omgången
  - Kvartsfinal — Förlorade mot Jürgen Fanghänel (Östtyskland) efter att domaren stoppade tävlingen i den andra omgången

## Bågskytte
Damernas individuella tävling
- Tzvetanka Stojttjeva — 2144 poäng (→ 27:e plats)

Herrarnas individuella tävling
- Petjo Kisjev — 2233 poäng (→ 30:e plats)

## Cykling
Herrarnas linjelopp
- Borislav Asenov
- Jordan Penrjev
- Andon Petrov
- Nentjo Stajkov

Herrarnas lagtempolopp
- Borislav Asenov
- Venelin Chubenov
- Jordan Pentjev
- Nentjo Stajkov

Herrarnas tempolopp
- Stojan Petrov

## Friidrott
Herrarnas 100 meter
- Petar Petrov
  - Heat — 10,32
  - Kvartsfinal — 10,13
  - Semifinal — 10,39
  - Final — 10,39 (→  Brons)

- Ivajlo Karanjotov
  - Heat — 10,66 (→ Gick inte vidare)

Herrarnas 800 meter
- Binko Kolev
  - Heat — 1:48,7
  - Semifinal — 1:47,3 (→ Gick inte vidare)

Herrarnas 110 meter häck
- Plamen Krastev
  - Heat — 13,95
  - Semifinal — 13,99 (→ Gick inte vidare)

Herrarnas 400 meter häck
- Janko Bratanov
  - Heat — 50,56
  - Semifinal — 50,17
  - Final — 56,35 (→ 8:e plats)

Herrarnas 3 000 meter hinder
- Stanimir Nenov
  - Heat — 8:43,8
  - Semifinal — 8:50,2 (→ Gick inte vidare)

Herrarnas höjdhopp
- Atanas Mladenov
  - Kval — 2,10 m (→ Gick inte vidare)

Herrarnas längdhopp
- Jordan Janev
  - Kval — 7,84 m
  - Final — 8,02 m (→ 8:e plats)

- Ivan Tuparov
  - Kval — 7,46 m (→ Gick inte vidare)

Herrarnas tresteg
- Atanas Tjotjev
  - Kval — 16,42 m
  - Final — 16,56 m (→ 6:e plats)

Herrarnas stavhopp
- Atanas Tarev
  - Kval — 5,25 m (→ Gick inte vidare)

- Ivo Jantjev
  - Kval — Ingen notering (→ Gick inte vidare)

Herrarnas släggkastning
- Emanuil Djulgerov
  - Kval — 70,60 m
  - Final Round — 74,04 m (→ 6:e plats)

Herrarnas diskuskastning
- Emil Vladimirov
  - Kval — 62,50 m
  - Final — 63,18 m (→ 7:e plats)

- Velko Velev
  - Kval — 61,32 m
  - Final — 63,04 m (→ 8:e plats)

Herrarnas spjutkastning
- Stefan Stojkov
  - Kval — 78,74 m
  - Final — 79,04 m (→ 11:e plats)

Herrarnas kulstötning
- Nikola Hristov
  - Kval — 19,01 m (→ Gick inte vidare, 13:e plats)

- Valtjo Stojev
  - Kval — Ingen notering (→ Gick inte vidare, Ingen placering)

Herrarnas tiokamp
- Atanas Andonov
  - Final — 7927 poäng (→ 7:e plats)

- Razvigor Jankov
  - Final — 7624 poäng (→ 14:e plats)

Damernas 100 meter
- Marija Sjisjkova
  - Heat — 11,57
  - Kvartsfinal — 11,47
  - Semifinal — 11,65 (→ Gick inte vidare)

- Sofka Popova
  - Heat — 11,35
  - Kvartsfinal — 11,42
  - Semifinal — 11,40 (→ Gick inte vidare)

Damernas 800 meter
- Nikolina Sjtereva
  - Heat — 1:58,9
  - Semifinal — 1:58,9
  - Final — 1:58,8 (→ 7:e plats)

- Vesela Jatsinska
  - Heat — 1:59,9
  - Semifinal — 1:59,9 (→ Gick inte vidare)

- Totka Petrova
  - Heat — 2:00,6
  - Semifinal — 2:00,0 (→ Gick inte vidare)

Damernas 1 500 meter
- Vesela Jatsinska
  - Heat — 4:04,7 (→ Gick inte vidare)

- Nikolina Sjtjereva
  - Heat — 4:08,3 (→ Gick inte vidare)

- Totka Petrova
  - Heat — 4:13,8 (→ Gick inte vidare)

Damernas 100 meter häck
- Jordanka Donkova
  - Heat — 13,24
  - Semifinal — 13,39 (→ Gick inte vidare)

- Daniela Valkova
  - Heat — 13,66
  - Semifinal — 13,79 (→ Gick inte vidare)

Damernas längdhopp
- Lidija Gusjeva
  - Kval — 6,56 m
  - Final — 6,24 m (→ 12:e plats)

- Ekaterina Nedeva
  - Kval — 5,83 m (→ Gick inte vidare, 17:e plats)

Damernas höjdhopp
- Jordanka Blagoeva
  - Kval — 1,80 m (→ Gick inte vidare)

Damernas diskuskastning
- Marija Petkova
  - Kval — 65,02 m
  - Final — 67,90 m (→  Silver)

- Svetla Bozjkova
  - Kval — 60,84 m
  - Final — 63,14 m (→ 8:e plats)

Damernas spjutkastning
- Ivanka Vantjeva
  - Kval — 61,16 m
  - Final — 65,38 m (→ 5:e plats)

- Antoaneta Todorova
  - Kval — 60,56 m
  - Final — 60,66 m (→ 10:e plats)

- Tsvetana Ralinska
  - Kval — did not start (→ Gick inte vidare, ingen placering)

Damernas kulstötning
- Verzjinia Veselinova
  - Final — 20,72 m (→ 5:e plats)

- Elena Stojanova
  - Final — 20,22 m (→ 6:e plats)

- Ivanka Petrova
  - Final — 18,34 m (→ 11:e plats)

Damernas femkamp
- Valentina Dimitrova — 4458 poäng (→ 7:e plats)
  - 100 meter — 14,39s
  - Kulstötning — 15,65m
  - Höjdhopp — 1,74m
  - Längdhopp — 5,91m
  - 800 meter — 2:15,50

- Emilia Kunova — 4431 poäng (→ 8:e plats)
  - 100 meter — 13,72s
  - Kulstötning — 11,98m
  - Höjdhopp — 1,74m
  - Längdhopp — 6,10m
  - 800 meter — 2:11,10

## Fäktning
Herrarnas sabel
- Vasil Etropolski
- Christo Etropolski
- Georgi Tjomakov

Herrarnas lagtävling i sabel
- Christo Etropolski, Nikolaj Marintjesjki, Vasil Etropolski, Georgi Tjomakov

## Modern femkamp
Herrarnas individuella tävling
- Simeon Monev — 4915 poäng (→ 28:e pats)
- Nikolai Nikolov — 4832 poäng (→ 30:e pats)
- Borislav Batikov — 4798 poäng (→ 34:e pats)

Herrarnas lagtävling
- Monev, Nikolov och Batikov — 14545 poäng (→ 10:e pats)

## Segling
| Seglare                           | Gren            | Lopp | Lopp | Lopp | Lopp | Lopp | Lopp | Lopp | Nettopoäng | Slutlig placering |
| Seglare                           | Gren            | 1    | 2    | 3    | 4    | 5    | 6    | 7    | Nettopoäng | Slutlig placering |
| --------------------------------- | --------------- | ---- | ---- | ---- | ---- | ---- | ---- | ---- | ---------- | ----------------- |
| Nikolai Vasilev                   | Finnjolle       | DSQ  | 18   | 11   | 16   | 14   | DNF  | 7    | 124,0      | 18                |
| Mitko Kabakov Dimitr Georgiev     | Flying Dutchman | 13   | 13   | 14   | 13   | 14   | 13   | 10   | 112,0      | 14                |
| Tsviatko Penchev Krasimir Krastev | Tornado         | 11   | 10   | 10   | 8    | 9    | RET  | 10   | 94,0       | 10                |

## Simhopp
| Hoppare        | Gren           | Kval   | Kval      | Final            | Final            |
| Hoppare        | Gren           | Poäng  | Placering | Poäng            | Placering        |
| -------------- | -------------- | ------ | --------- | ---------------- | ---------------- |
| Petr Georgiev  | Herrarnas 3 m  | 504,33 | 13        | Gick inte vidare | Gick inte vidare |
| Petr Georgiev  | Herrarnas 10 m | 391,32 | 18        | Gick inte vidare | Gick inte vidare |
| Radoslav Radev | Herrarnas 10 m | 406,89 | 17        | Gick inte vidare | Gick inte vidare |